# Personaggi minori di Saw
Questa sezione contiene svariati personaggi secondari apparsi nella saga cinematografica Saw l'enigmista.

## Adam Stanheight
Adam appare in Saw l'enigmista. Si ritrova in un bagno sudicio ed in rovina insieme a Lawrence Gordon. Quest'ultimo deve ucciderlo con una sigaretta avvelenata altrimenti sua moglie e sua figlia, tenute in ostaggio da Zep, moriranno. Lawrence fa simulare ad Adam la morte, ma una scossa elettrica alla catena che gli lega il piede fa fallire il piano. Lawrence, pur di salvare la sua famiglia, si taglia il piede con un seghetto e gli spara ad una spalla. Dopo che Adam uccide a sorpresa Zep colpendogli la faccia con la tavola in marmo di un water, Lawrence si allontana promettendogli che sarebbe tornato, ma John, che si fingeva morto suicida al centro della stanza, rinchiude Adam nel bagno perché ha fallito il test. Adam riappare nel terzo film, dove viene soffocato da Amanda con un sacchetto di plastica, e in un breve cameo nel film Saw 3D - Il capitolo finale.

## Alison Gordon
Alison appare nel primo film ed è la moglie di Lawrence Gordon.
Non è in buoni rapporti con il marito che considera un bugiardo e lo accusa di infedeltà.
Viene rapita da Zep che poi riuscirà ad ingannare ed a liberarsi.
Sembra conoscere Adam molto bene.

## Diana Gordon
Diana appare nel primo film ed è la figlia di Lawrence Gordon.
Una piccola ed ingenua bambina che teme che il padre la abbandoni a causa dei brutti rapporti con la madre.
Una notte, mentre era sul letto, notò che un uomo la stava spiando e subito dopo fu legata insieme alla madre da Zep.

## Detective David Tapp
David Tapp appare nel primo film e nel videogioco dedicato alla serie.
Indaga sul caso dell'enigmista. In un episodio, dopo che scopre dov'è nascosto Jigsaw, salva una persona da un test sparando al meccanismo prima che i trapani gli perforino il collo. Lanciatosi all'inseguimento di Jigsaw, viene ferito al collo da un colpo di lama retrattile, mentre Sing pesta un filo che attiva una serie di fucili a canne mozze che lo uccidono. Passato un po' di tempo il detective, nel frattempo diventato ossessionato dal catturare l'omicida, continua a perseguitare e tenere d'occhio Lawrence Gordon assoldando Adam. Accorre a salvare la famiglia da Zep ma, dopo un inseguimento nelle fogne, muore ucciso da quest'ultimo.
Nel videogioco tratto dalla serie si è scoperto che è stato salvato da John, rinchiuso in un manicomio abbandonato, e sottoposto a dei test.

## Detective Steven Sing
Sing appare nel primo film ed è il socio di Michael Tapp.
Aiuta Tapp ad indagare sul caso dell'enigmista ed erano riusciti a rintracciare la sua base tramite la registrazione del video di Amanda Young, ma qui i 2 detective vengono facilmente sconfitti e Sing perde la vita disintegrato dai proiettili dei fucili.

## Zep Hindle
Zep appare nel primo film ed è una cavia di Jigsaw.
Doveva assicurarsi che Lawrence Gordon rispettasse le regole del test, ma avendo fallito, si reca nel bagno per ucciderlo, ma viene fatto fuori da Adam.
Il suo sangue era contaminato da un veleno a lento rilascio immesso da John come test.

## Paul Leahy
Paul appare nel primo film.
Si tratta di un'altra cavia di Jigsaw che si è tagliato le vene dei polsi per attirare l'attenzione altrui.
John lo ha catturato con Mark Hoffman e lo ha immesso in un labirinto spinato e gli ha concesso 2 ore per liberarsi.
Non ce l'ha fatta.

## Mark Wilson
Mark appare nel primo film ed è un'altra cavia di Jigsaw/John.
Il suo crimine è stato quello di fingersi malato per evitare il lavoro, ma John lo ha scovato e sottoposto ad un test.
Il suo corpo era completamente denudato e ricoperto da una sostanza infiammabile ed al suo interno circolava un veleno potente.
In una cassaforte era presente l'antidoto e la combinazione era scritta sul muro e Mark avrebbe dovuto decifrarla, ma muore bruciato da una candela.

## Michael Marks
Michael appare nel secondo film.
Si tratta di un'altra cavia di Jigsaw.
Il suo crimine fu quello di fotografare di nascosto la vita degli altri per conto del perfido Detective Matthews.
Ora si trova in un orrido sgabuzzino indossando intorno al collo una maschera di ferro aperta e foderata di grossi aculei. Il pupazzo di Billy, apparso su uno schermo, gli spiega che se entro 60 secondi non si estirpa l'occhio con un bisturi per recuperare la chiave inserita nell'orbita, essa gli si chiuderà in faccia.
Purtroppo non ha il coraggio di cavarsi l'occhio e la maschera si chiude disintegrandogliela.

## Eric Matthews
Il detective Eric Matthews appare nel secondo, nel terzo e nel quarto film.
Si tratta di uno degli antagonisti più perfidi e ricorrenti della serie che sfida John in varie battaglie.
In più occasioni viene sconfitto, ma lui non si è mai arreso.
Nel secondo film Eric deve completare il test dell'ascolto, ovvero deve ascoltare John mentre parla ed in cambio potrà rivedere suo figlio Daniel, a sua volta rinchiuso con altre persone in una casa infestata da un gas letale. Fallisce perché perde la calma e picchia a sangue John per costringerlo a farsi portare nella casa del test.
Eric riesce a vincere ma, arrivato nella casa, non trova nessuno e viene tramortito da Amanda, che lo incatena nel bagno del primo film e rinchiude.
Nel terzo film, prova a scappare dopo che si rompe il piede colpendolo con la tavola in marmo di un gabinetto ma Amanda Young lo intercetta e lo cattura nuovamente calciandogli il piede rotto. Rinchiuso in una cella per mesi, viene nutrito solo con scarti di minestra.
Nel quarto film diventa vittima di un test insieme a Mark Hoffman e Art Blank.
A causa del fallimento di Rigg, viene ucciso da due blocchi di ghiaccio che lo colpiscono alla testa disintegrandogliela.

## Daniel Matthews
Si tratta del figlio di Eric Matthews, ed è una cavia di Jigsaw, appare nel secondo film.
Un piccolo ribelle liceale che approfitta del fatto che il padre sia un poliziotto per scampare alla giustizia.
John lo cattura e rinchiude con altre vittime in una casa infestata da un gas letale per fare in modo che Eric partecipi il test, anche se le immagini che si vedono nei monitor di John sono delle registrazioni e Daniel era già salvo e nascosto in una cassaforte.

## Gus Colyard
Gus appare nel secondo film ed è una cavia di John.
Tra il gruppo della casa dei test, è il primo a morire, non volendo rispettare le regole. Viene ucciso da una pistola attivata dalla chiave della serratura di una porta. Il proiettile, che passa attraverso lo spioncino, gli colpisce l'occhio e disintegra la testa.

## Obi Tate
Obi appare nel secondo film, è un complice di Jigsaw, che lo aiuta nel rapimento delle vittime del test della casa infestata dal gas nervino.
Il suo test consiste nel recuperare due siringhe di atropina legate a due catene dentro una grossa fornace.
Una volta presa la seconda siringa dal forno, la porta si chiude e si accende.
Poiché la manopola per spegnere il fuoco è troppo lontana e gli altri del gruppo sfondano il vetro del portello troppo tardi, muore bruciato dalle fiamme senza recuperare nessun antidoto.

## Laura Hunter
Laura è un'altra cavia di Jigsaw ed appare nel secondo film.
Essendo una donna fragile, è la più debole del gruppo e, mentre è sotto l'effetto del gas nervino, piange disperata ogni volta che sente un rumore forte ed improvviso.
Muore durante un attacco di convulsioni a causa del gas, senza arrivare al suo test.

## Xavier Chavez
La cavia di Jigsaw più ostinata di tutta la saga di Saw, Xavier Chavez è un personaggio perfido e armato di un coltellino che appare nel secondo film nella casa dei test.
Il suo test consiste nel trovare in una vasca di siringhe una chiave che avrebbe aperto la porta per la stanza contenente il suo antidoto contro il gas nervino (questo gioco è stato creato apposta per lui, essendo uno spacciatore).
Troppo orgoglioso per gettarsi dentro alla vasca, Xavier ci getta dentro Amanda Young che trova la chiave scavando con le mani in mezzo alle siringhe, ma il test non viene superato perché il timer blocca la porta.
Xavier poi trova la combinazione per la cassaforte di un antidoto situata al centro della stanza in cui i partecipanti si sono risvegliati. Ogni numero si trova dietro il collo di ogni vittima. Dopo che rincorre Amanda e Daniel fino al bagno in cui è ambientato il primo film, per guardare il suo numero si taglia con il coltellino un pezzo di pelle dal collo. Muore dissanguato dopo che Daniel gli taglia a sorpresa la gola con un seghetto.

## Jonas Singer
Jonas appare nel secondo film ed è una cavia di Jigsaw/John.
Si tratta di un afroamericano ex criminale pentito.
Al termine di una colluttazione viene ucciso con una mazza chiodata da Xavier, il quale voleva sapere il numero dietro al suo collo.

## Addison Corday
Addison appare nel secondo e nel quarto film.
Si tratta di una prostituta ninfomane che ha fatto delle avance perfino a John e per questo ha deciso di usarla come cavia.
Una donna piuttosto ingenua che ha trovato l'antidoto per il gas in una scatola di vetro con due fori circolari per inserire le mani. Tuttavia, dopo che afferra la siringa, il congegno le blocca e lacera i polsi. 

## Troy
Troy appare nel terzo film ed è un'altra cavia di John.
Si tratta di un criminale che è entrato ed uscito di continuo dal carcere.
Il suo test consiste nel levarsi di dosso tutti i ganci di catena che gli infilzano il corpo, entro un minuto, altrimenti una bomba lo avrebbe fatto esplodere.
Lui non riesce a superare il test e la bomba lo disintegra.
C'è una curiosità, la trappola non è stata creata da John Kramer, ma da Amanda Young, la sua assistente, che crea giochi dove le vittime non hanno possibilità di salvezza, perciò Troy, se avesse superato il test, non sarebbe riuscito a sopravvivere, perché la porta dove sarebbe dovuto uscire era chiusa ermeticamente.

## Detective Kerry
La detective Kerry appare nei primi 3 film.
Ha il ruolo di esaminare i cadaveri delle cavie che non hanno superato i test.
Lavora a stretto contatto con Eric Matthews e sembra che tra loro ci sia di più che semplice amicizia o collaborazione lavorativa.
Nel terzo film viene sottoposta ad un test: la sua gabbia toracica è intrappolata in un congegno in acciaio che, se non recupera la chiave all'interno di un grosso barattolo legato con due catene al soffitto e contenente acido, si attiverà aprendole il torace e tirandole le costole.
Lei recupera la chiave, ma il congegno non si smonta (altra trappola di Amanda Young) e la Kerry muore di una fine orribile.

## Lynn Denlon
Lynn Denlon è una dottoressa di un ospedale, che diventa una cavia di John nel terzo film.
Ha un marito, Jeff, un alcolizzato depresso che la ripudia e la maltratta dopo la morte del figlio Dylan Denlon di 8 anni, investito dall'automobile di un guidatore ubriaco.
Per questo lo tradisce in un motel con un uomo di nome Chris, che desidera che lei divorzi, e assume delle pillole.
Viene rapita da Amanda siccome, a causa della malattia, John è diventato troppo debole per alzarsi dal letto.
Il test di Lynn consiste nel tenere in vita John fino alla fine del test di Jeff, operando John al cervello a causa dei suoi continui attacchi di malasanità.
Viene uccisa involontariamente da Jeff che, dopo aver sparato ad Amanda, taglia la gola di John con una sega circolare (Lynn indossava un collare esplosivo collegato alla frequenza cardiaca di John) e, per questo, i pallettoni di fucile del collare esplodono uccidendola.

## Jeff Reinhart
Jeff è il marito di Lynn Denlon.
Si tratta di un uomo violento e depresso, succube dell'alcol.
Lo scopo della sua vita è uccidere Timothy Young, il guidatore ubriaco che uccise suo figlio di 8 anni.
Dopo essere stato sottoposto ad una serie di test da John, si ritrova faccia a faccia con Timothy Young.
Nonostante lo perdoni, il congegno al quale era attaccato lo strazia.
Per questo, Jeff uccide sia Amanda che John, provocando anche la morte di Lynn.
Viene ucciso con un colpo di pistola in pieno petto dall'agente Peter Strahm, poiché Jeff gli punta la sua pistola scarica contro, credendo che sia un complice dell'Enigmista.

## Danica Scott
L'unica testimone della morte del figlio di Jeff, ma che si è rifiutata di testimoniare, portando a una condanna più mite su Timothy.
Verrà legata nuda a dei tubi che le spruzzeranno acqua ghiacciata addosso, Mentre Jeff dovrà trovare la chiave per aprire i lucchetti delle catene che legano Danica, ma quest'ultima morirà congelata.

## Giudice Halden
L'indulgente giudice che condannerà Timothy a soltanto sei mesi di carcere, verrà legato a un pavimento che si riempirà di sangue putrefatto di maiali macellati. Jeff, bruciando i giocattoli e unici ricordi di suo figlio, riuscirà a liberarlo. In seguito morirà fucilato quando Jeff proverà a prendere la chiave per liberare il carnefice di suo figlio.

## Timothy Young
Timothy Young è un normale studente di medicina, ma un giorno, dopo aver bevuto qualche bicchiere di troppo, investe ed uccide Dylan, un bambino di 8 anni.
John lo usa per il test di Lynn e Jeff, i genitori del bambino. Muore perché un congegno gli ruota di 180° prima le gambe e braccia, a loro volta crocefisse su una croce di ferro, e infine tutta la testa. Per recuperare invano la chiave, attaccata al grilletto di un fucile, Jeff ha involontariamente ucciso con una fucilata in testa il giudice Halden.

## Peter Strahm
L'agente speciale dell FBI Peter Strahm e quello che in gergo si chiamerebbe una "testa calda", è arrogante e presuntuoso, uno degli antagonisti che daranno più filo da torcere al gruppo di Enigmisti.
Nel quarto film lavora insieme a Lindsay Perez creando una coppia indagatrice.
L'agente Daniel Rigg è sospettato di essere Jigsaw e quindi viene inseguito dai due.
Durante l'indagine, Lindsay viene ferita al collo da un pupazzo dalle fattezze di Billy che esplode, ma sopravvive all'insaputa del collega, che, dopo aver trovato il nascondiglio di Jigsaw, uccide Jeff poiché quest'ultimo gli punta una pistola contro, credendolo un complice dell'Enigmista. Narcotizzato da Hoffmann, la testa gli viene intrappolata in una scatola di vetro che si riempie d'acqua, ma sopravvive perché si perfora la gola con una penna, riuscendo a respirare.
Proprio per questo, dopo l'inizio del quinto film, verrà temporaneamente sospeso, ma continuerà la sua "indagine" trovando indizi che lo porteranno a Mark Hoffman. Morirà schiacciato da 2 pareti mobili dopo una breve lotta con lui, che al contrario si salva perché rinchiuso a forza in un sarcofago di vetro che Peter credeva una trappola.

## Lindsay Perez
L'agente speciale dell FBI Lindsay Perez, a differenza del collega Peter Strahm, è la "poliziotta buona", anche se, essendo contro John, è classificata come antagonista.
Lindsay lavora sempre al fianco di Peter Strahm (successivamente al fianco del tenente Dan Ericson), ed è colei che scopre la vera identità di Jill Tuck.
Nel quarto capitolo viene ferita al collo da un pupazzo dalle sembianze di Billy a cui esplode la testa e, per tutto il quinto, viene creduta morta.
Successivamente nel sesto, si scopre che è sopravvissuta ed è stata nascosta da Ericson per poter lavorare di nascosto.
Viene uccisa in uno scontro a fuoco da Mark Hoffman perché scopre la sua vera identità. Nella sparatoria muore anche Ericson, a cui Hoffman taglia la gola dopo che decriptano la voce di una registrazione, ottenendo proprio quella di Hoffman. Successivamente appicca un incendio alla stanza per occultare le prove.

## Trevor
Trevor è una cavia di John ed è uno dei clienti dell'avvocato Art Blank.
Il suo gioco è proprio contro Art Blank, ma lui non lo sa, visto che ha gli occhi cuciti. Inoltre Art non può parlare perché un gancio gli tiene chiusa la bocca.
Un congegno li sta trascinando tramite delle catene al collo al centro della stanza e la chiave è dietro al collo di Trevor. Se nessuno dei due riuscirà a liberarsi, moriranno strangolati.
Art riesce ad uccidere a martellate in testa Trevor, che subito dopo viene peraltro strangolato, e a prendere la chiave. Dopodiché si scuce la bocca.

## Art Blank
Art Blank è un avvocato che protegge molti fra i personaggi apparsi nella serie (primi fra tutti i protagonisti John Kramer e Jill Tuck).
In un test di John, Art è incatenato al collo e ha la bocca cucita ed è costretto ad uccidere a martellate Trevor, uno dei suoi clienti con gli occhi cuciti, per salvarsi.
Dopodiché, in un altro test deve fare in modo che Eric Matthews e Mark Hoffman rimangano vivi fino alla fine del test di Rigg, ma viene ucciso durante una sparatoria da quest'ultimo, che fallisce il test.

## Daniel Rigg
Daniel Rigg è un agente di polizia di colore ossessionato da Jigsaw, che vuole catturare a tutti costi.
Ma John si è accorto che la sua ossessione lo ha fatto osservare le altre persone per impedire loro di fare scelte sbagliate e questo gli ha impedito di fare quelle giuste.
Per questo lo ha messo alla prova per vedere se riusciva a fare in modo che le persone si salvassero da sole.
Il suo tempo è di 90 minuti e deve arrivare al Test Finale solo dopo che essi saranno scaduti, ma intanto dovrà superare delle prove.
La prima prova si chiama: "Vedi quello che vedo io" e consiste nel trovare la combinazione di un congegno per liberare Brenda, una ragazza a cui vengono lentamente strappati i capelli, raccolti in una coda che è incastrata tra gli ingranaggi di un macchinario su cui è seduta. Dopo avere invano sparato agli ingranaggi riesce a salvarla, ma Brenda cerca di ucciderlo con un grosso coltello nascosto in una cassaforte e lui contrattacca.
La seconda prova è: "Senti quello che sento io" e consiste nell'intrappolare con delle catene agli arti uno stupratore di nome Ivan su un letto e poi fare in modo che si salvi da solo, facendosi perforare gli occhi da due ganci attivati da un pulsante. Muore perché, allo scadere del tempo, si è rotto un solo occhio: gli arti gli vengono strappati.
La terza prova è: "Salva come salvo io" ed è ambientata in una scuola.
Consiste nell'aiutare una donna ferita da un test a salvarsi: il suo corpo è trafitto da arpioni che la tengono legata al marito, un pedofilo, molestatore e uomo violento. Strappandoseli, si libererà a costo di fare morire di emorragia il marito.
Infine l'ultima prova è: "Giudica come giudico io" insieme ad Art Blank e fallisce, uccidendo Art e facendo morire Eric. Ferito durante una sparatoria, viene lasciato da Hoffman agonizzante nella stanza.

## Seth Baxter
Seth Baxter appare per la prima volta in Saw V.
Egli è il responsabile dell'omicidio della sorella di Mark Hoffman, Angelina Acomb, uccisa in seguito ad una lite domestica.
Viene arrestato e condannato all'ergastolo, in seguito ridotto a 25 anni e poi a 5 grazie ad un cavillo legale.
Per questo motivo Mark, dopo aver meditato a lungo, rapisce Seth e lo sottopone alla trappola del pendolo, simulando il metodo di John.
La trappola, però, si rivela unicamente mortale e Seth muore tagliato in due dal pendolo, davanti agli occhi di Mark, il quale stava vedendo tutto da uno spioncino.

## Angelina Acomb
Angelina Acomb è la sorella di Mark Hoffman.
Essendo l'unica rimasta della famiglia, Mark ha sempre tenuto molto a lei, ricambiato, infatti ella fu la prima a congratularsi col fratello per la sua nomina a Detective.
Viene uccisa da Seth Baxter in seguito ad una lite domestica, lasciando Mark sconvolto dal dolore ed assetato di vendetta.

## Pamela Jenkins
È una giornalista sensazionalistica, ossessionata da John Kramer e dalla sua interessante storia.
A causa di questa sua ossessione arriva persino a prelevare prove dal luogo della morte di John ed a leggere, di nascosto, il suo testamento. Per scrivere un articolo su Jigsaw, Pamela cerca in tutti i modi di mettersi in contatto con Jill, tramite Mark, ma ricevendo una risposta negativa, in quanto egli la accusa (come John stesso) di distorcere i fatti per scrivere i suoi articoli. Una volta raggiunto il suo scopo ed arrivata all'appartamento di Jill con la lettera che Mark scrisse ad Amanda (prelevata abusivamente dal luogo della morte di John), l'ex moglie di Jigsaw la caccia in malo modo, ma una volta andata, viene rapita da Mark e rinchiusa in una gabbia ad attendere che il fratello William superi le prove del suo test. Dopo che questi fallisce la sua ultima prova, Pamela assiste inerme alla sua morte.

## Hank
Il bidello della compagnia assicurativa "Umbrella Health" e fumatore assiduo, che verrà sottoposto al primo test di William Easton: lui e Hank dovranno trattenere il fiato per non permettere alle pinze sul loro petto di schiacciarsi e ucciderli, ma il bidello, a causa del proprio vizio, respirerà troppo e morirà, permettendo a William di passare al test successivo.

## Allen e Addy
Rispettivamente l'archivista e la segretaria di William, Allen con i propri archivi permette a William e al suo "branco" di trovare i difetti che negano la copertura ai malati, mentre Addy, sebbene non centri nulla con la negazione delle coperture dei malati, verrà sottoposta insieme al primo al secondo test di William: Quest'ultimo dovrà scegliere chi lasciare morire impiccato al cappio tra l'archivista, in salute ma solo e la segretaria, vecchia e diabetica, ma con amici e familiari. William sceglie con rammarico di lasciar morire Allen.

## Debbie
L'avvocata dell'Umbrella Health, che ha sempre respinto le accuse in tribunale dei malati a cui è stata ingiustamente negata la propria copertura assicurativa, verrà sottoposta alla terza prova di William: L'uomo dovrà ustionarsi con del vapore fuoriuscente da dei tubi per fare strada a Debbie, riuscendo nell'intento, ma poi l'avvocata dovrà raccogliere la chiave del fucile a lei legato nel fianco di William, ma morirà nel tentativo di combatterlo.